# 杨小林
杨小林（1963年12月-），湖南邵东人，从事隧道与地下工程、岩土工程、爆破工程和采矿工程的教学与科研工作，博士、教授，中共党员，国务院特殊津贴获得者，"新世纪百千万人才工程"国家级人选。曾任河南理工大学副校长、洛阳理工学院院长，2015年5月被任命为河南理工大学校长。

## 头衔
兼任以下职务：
- 中国岩石力学与工程学会高等教育委员会副主任
- 岩石破碎专业委员会委员
- 中国煤炭学会爆破专业委员会副主任和青年工作委员会委员
- 中国建筑材料联合会常务理事
- 河南省建筑材料工业协会副会长
- 河南省工程爆破协会副理事长
- 河南省公安厅烟火与爆破专家组专家